# گریمکاتی
گریمکاتی (انگلیسی: Grimcutty) یک فیلم هیولایی ترسناک آمریکایی محصول سال ۲۰۲۲ به نویسندگی و کارگردانی جان راس با بازی سارا ولفکیند، شانین سوسامون، عثمان الی و کالان فاریس است.

## داستان
یک دختر نوجوان حومه شهر و برادر کوچکش باید جلوی یک میم وحشتناک اینترنتی را بگیرند که توسط هیستری والدینشان زنده شده‌است. طرح کلی داستان اشاره مستقیمی به دروغ چالش مومو است، یک وحشت اخلاقی اینترنتی که در سال ۲۰۱۹ به اوج خود رسید.